# ネギ坊主

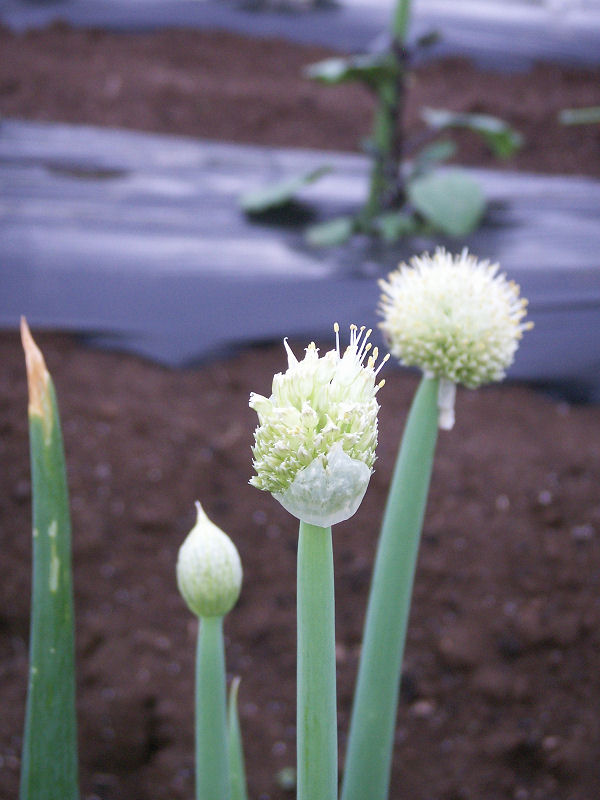
ネギ坊主

ネギ坊主（ネギぼうず、葱坊主とも）は、ネギ亜科の植物によく見られる聚繖花序のこと。

## 概要
ネギ類は一定の大きさまで生育した後、一定期間低温にさらされると花芽分化し、その後の高温と長日で花茎の伸長が促され抽苔（トウ立ち）する植物体春化型の植物である。最初は総苞で包まれているが、破れて一つの花房に約250〜400の花が集まった蕾が外に現れ、これが「ねぎ坊主」と呼ばれる。
農作物として栽培されているネギでも花がついて「ネギ坊主」が現れたものの葉は硬くなっており食用に適さなくなる。そのため花ができないような栽培が望ましいとされるが、蕾を付けてしまった場合には摘み取って新たに出てきた葉の部分を食用にすることもある（ただし再度低温にさらされると再び花が付いてしまうこともある）。なお、ネギ坊主の蕾自体は若いものであれば、天ぷら、酢みそ和え、炒め物など食用となる。ただし、ネギ坊主のできたネギ自体は、栄養分をネギ坊主部分に取られるため食用に向かなくなる。ネギ坊主は大きくなると種ができる。
ネギ坊主（抽苔）が現れにくい難抽苔性のネギの品種は坊主不知ネギと呼ばれている。また、ワケギは他品種ではネギ坊主ができる位置に珠芽ができる。

## 観賞用

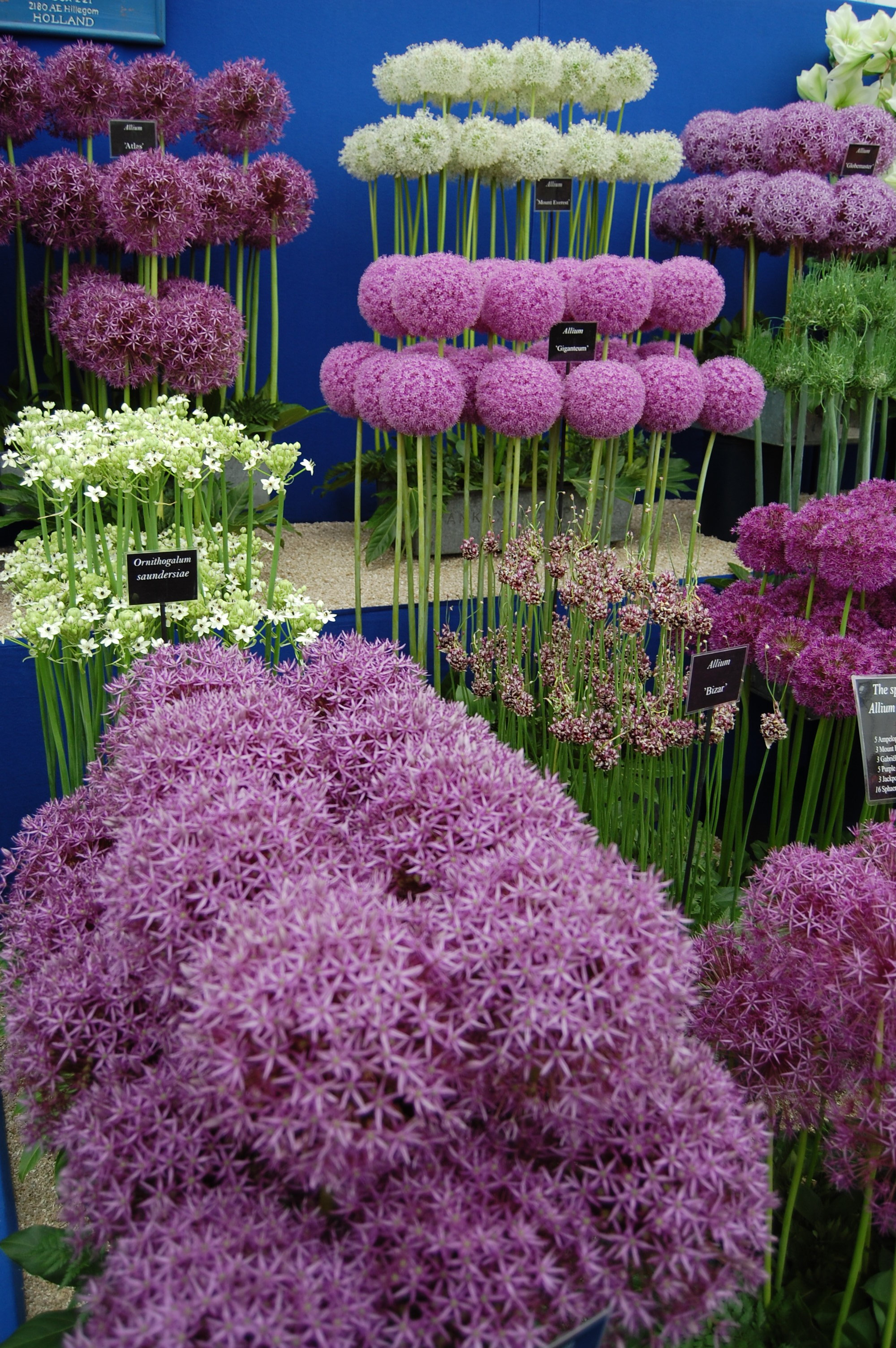
観賞用品種の花

「アリウム」として食用ではなく観賞用に品種改良したものもある。生け花やフラワーアレンジメントなどに利用され、色も紫色のものなどがある。

## 転義
天皇が使用する輿を「葱華輦」（そうかれん）という。上部にネギ坊主の吉祥飾りが付いた乗り物で、元は行幸に使用されたが、近代以降の行幸はもっぱら御料車やお召し列車、政府専用機などを使うため、ほとんど使用されることは無かった。近年では昭和天皇の大喪の礼に際し、昭和天皇の霊柩を納めていたことで知られる。
ウェールズのカーディフの市旗には赤い竜とともに、ネギ属であるリーキが描かれているが葉鞘だけでなくネギ坊主の部分まで含まれている。なお、リーキはウェールズの国花でもあるがこちらはネギ坊主の部分ではなく葉鞘の部分が国花となっている。
ロシア正教会の教会には開花前のネギ坊主によく似た形の尖塔があることから、ロシアあるいはソビエトを表す隠語として用いられることがある。

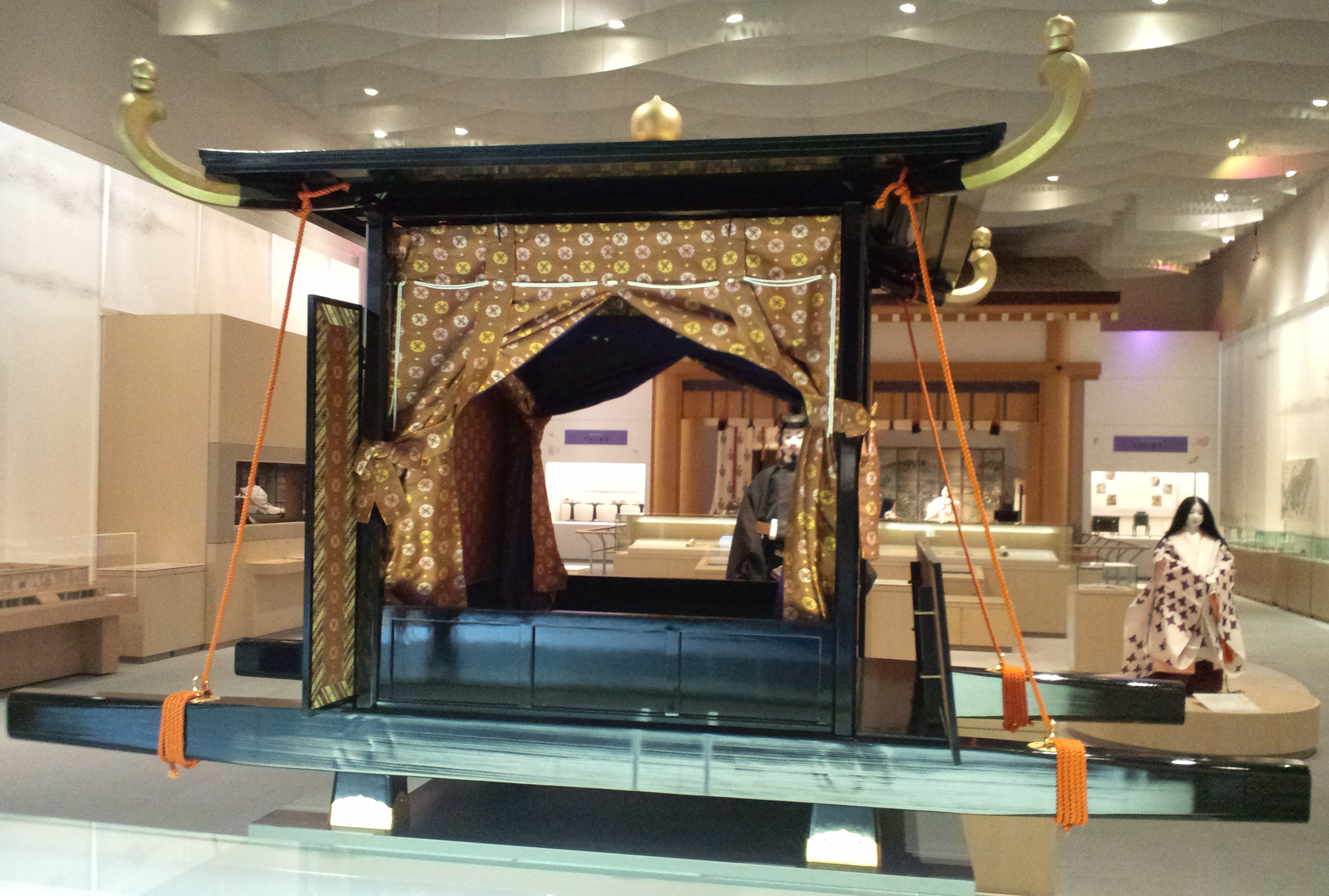
葱華輦
カーディフの市旗
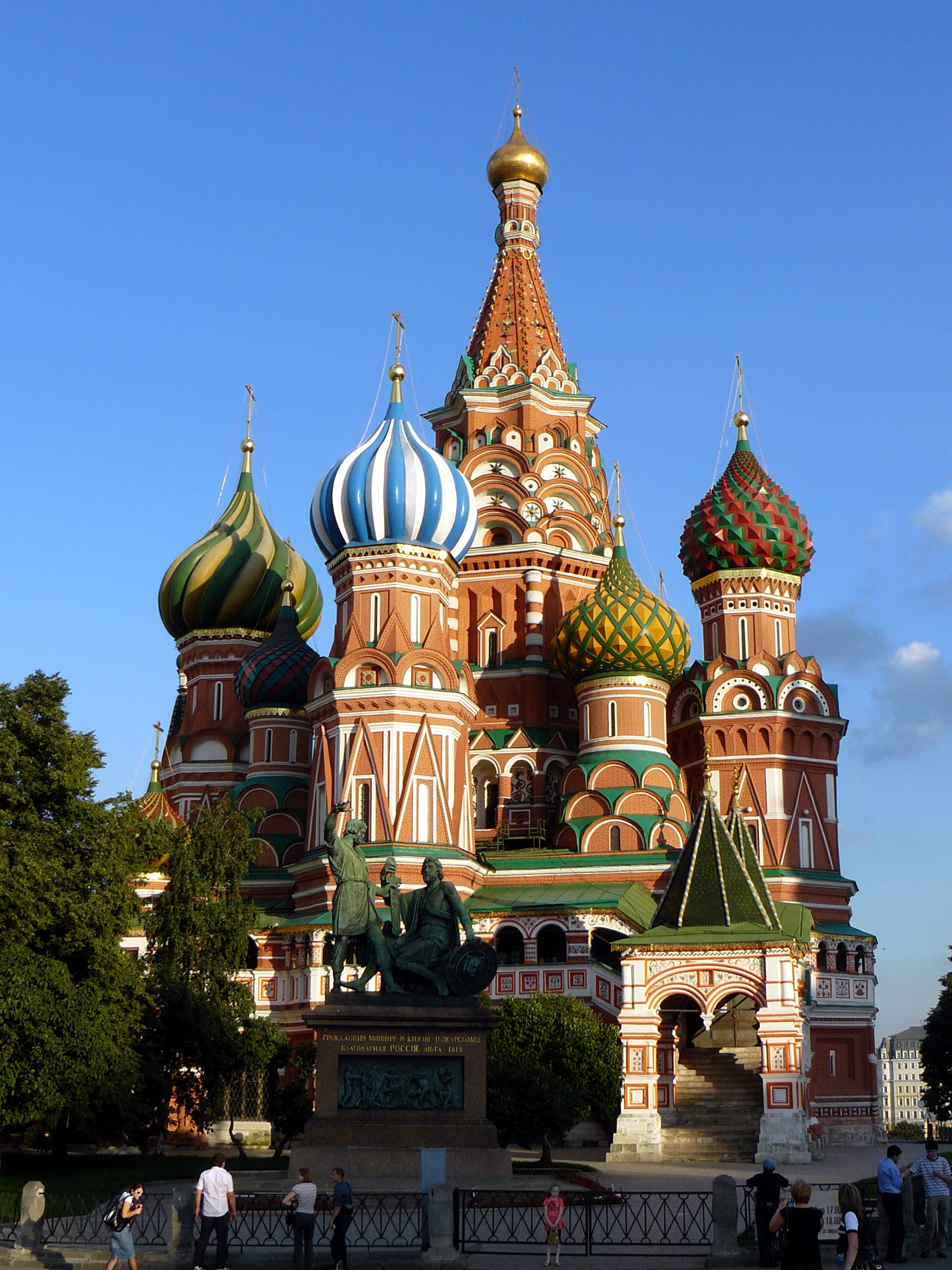
ロシア正教会の大聖堂 （聖ワシリイ大聖堂）